# Cantó de Devolui
El cantó de Devoluí (en francès Canton de Dévoluy) és un cantó francès del departament dels Alts Alps, situat al districte de Gap. Compta amb un únic municipi, Devoluí.
Abans de l'1 de gener de 2013, s'anomenava Cantó de Sant Estève en Devoluí (en francès Canton de Saint-Étienne-en-Dévoluy) i estava conformat pels 4 antics municipis Anhera-en-Devoluí, La Clusa, Sant Disdier i Sant Estève en Devoluí (que era la capital). Una vegada aquests quatre antics municipis es fusionaren en Devoluí, el cantó passà a anomenar-se Cantó de Devoluí.

## Municipis
- Devoluí

## Història
| Data d'elecció                           | Identitat          | Partit                     | Qualitat |
| ---------------------------------------- | ------------------ | -------------------------- | -------- |
| 1964-197.                                | M. Grandmont       | Divers droite              |          |
| 1970-197.                                | Camille Astriaud   | -                          |          |
| 197.-1982                                | M. Vexiau          | Divers droite, després RPR |          |
| 1982-1994                                | Robert Eynaud      | UDF-CDS                    |          |
| 1994-                                    | Jean-Marie Bernard | Divers droite              |          |
| les dades anteriors no són pas conegudes |                    |                            |          |
|                                          |                    |                            |          |

| 1962 | 1968 | 1975 | 1982 | 1990 | 1999 | 2007  |
| ---- | ---- | ---- | ---- | ---- | ---- | ----- |
| 765  | 869  | 885  | 910  | 929  | 945  | 1.032 |